# Chafariz da Ladeira do Cardoso (São Brás)
O Chafariz da Ladeira do Cardoso (São Brás) é um chafariz português localizado na freguesia de São Brás ao concelho da Praia da Vitória, ilha Terceira, Açores e faz parte do Inventário do Património Histórico e Religioso para o Plano Director Municipal da Praia da Vitória, e remonta ao Século XIX.
Trata-se de um chafariz composto por um bebedouro para animais com recinto murado, na parte posterior, com quatro tanques de lavar a roupa em pedra de cantaria de cor escura.
Tem ainda na estrutura uma parede de formato quadrangular encimada por uma cornija. 
No seu eixo tem uma pedra de cantaria circular em forma de moldura, onde se localiza a bica de água corrente.
No cimo do chafariz, inserida numa cartela encontra-se uma inscrição onde se lê: "O. P. / 1815" (Obras Públicas, 1815). 
O Chafariz foi erigido em alvenaria de pedra vulgar rebocada e caiada com cal de cor branca, sendo excepção o soco, os cunhais e a cornija que são em cantaria à vista e de cor escura. 
A água que brota da bica cai num tanque de formato rectangular. 
O bebedouro de animais está situado à esquerda e na continuidade do tanque, comunicando com este por uma abertura na pedra executado para facilitar a circulação das águas.
O recinto posterior do chafariz é um espaço murado com planta de formato rectangular, onde existe um tanque central, destinado à distribuição das águas e que é rodeado por três pias de lavagem de roupa, com banquetes a contornar os ângulos posteriores. 
O muro de protecção foi edificado em alvenaria de pedra vulgar rebocada e caiada a cal branca sendo rematado na parte superior e nos cunhais por cantaria de cor escura. As pias e os tanques são também de cantaria.